# Distretto di Ibo (Giappone)
Il distretto di Ibo (揖保郡, Ibo-gun?) è uno dei distretti della prefettura di Hyōgo, in Giappone.
Fa parte del distretto solo il comune di Taishi.
| Controllo di autorità | VIAF (EN) 260487899 · NDL (EN, JA) 00284273 |